# 韮川駅
韮川駅（にらがわえき）は、群馬県太田市台之郷町にある東武鉄道伊勢崎線の駅である。駅番号はTI 17。
1932年（昭和7年）8月に当時の韮川村が駅の開設費用として1,500円の寄付を申し出て、同年10月25日に開業した。

## 年表
- 1932年（昭和7年）10月25日 - 開業[3][4]。
- 2006年（平成18年）3月18日 - ダイヤ改正に伴い準急が区間急行に名称変更され大幅に本数が削減されると同時に日中の運用形態が久喜駅で系統分割され、日中に浅草駅に向かう列車は特急「りょうもう」のみとなった。日中の時間帯は久喜駅－館林駅及び太田駅間を結ぶ普通列車の運用となった。また、区間準急の新たな停車駅となった。[要出典]

## 駅構造
島式ホーム1面2線を有する地上駅。駅舎は線路の北側にあり、ホームとは跨線橋により連絡している。PASMO簡易改札機設置。

### のりば
| 番線 | 路線     | 方向 | 行先                                                                          |
| ---- | -------- | ---- | ----------------------------------------------------------------------------- |
| 1    | 伊勢崎線 | 上り | 館林・久喜・ 東武スカイツリーライン 北千住・ とうきょうスカイツリー・浅草方面 |
| 2    | 伊勢崎線 | 下り | 太田方面                                                                      |

- 上記の路線名は旅客案内上の名称（「東武スカイツリーライン」は愛称）で表記している。

## 利用状況
2024年度の1日平均乗降人員は2,167人である。
近年の1日平均乗降人員の推移は下表の通り。
| 年度               | 1日平均 乗降人員 | 出典       |
| ------------------ | ---------------- | ---------- |
| 1998年（平成10年） | 2,126            |            |
| 1999年（平成11年） | 2,068            |            |
| 2000年（平成12年） | 1,989            |            |
| 2001年（平成13年） | 1,926            | [ 東武 3 ] |
| 2002年（平成14年） | 1,921            | [ 東武 4 ] |
| 2003年（平成15年） | 1,963            |            |
| 2004年（平成16年） | 2,072            |            |
| 2005年（平成17年） | 2,072            |            |
| 2006年（平成18年） | 2,014            |            |
| 2007年（平成19年） | 1,993            |            |
| 2008年（平成20年） | 2,044            |            |
| 2009年（平成21年） | 2,016            |            |
| 2010年（平成22年） | 1,969            |            |
| 2011年（平成23年） | 1,933            |            |
| 2012年（平成24年） | 2,064            |            |
| 2013年（平成25年） | 2,294            |            |
| 2014年（平成26年） | 2,473            |            |
| 2015年（平成27年） | 2,473            |            |
| 2016年（平成28年） | 2,284            |            |
| 2017年（平成29年） | 2,317            |            |
| 2018年（平成30年） | 2,379            |            |
| 2019年（令和元年） | 2,338            | [ 東武 5 ] |
| 2020年（令和02年） | 1,861            | [ 東武 6 ] |
| 2021年（令和03年） | 1,956            | [ 東武 7 ] |
| 2022年（令和04年） | 1,982            | [ 東武 8 ] |
| 2023年（令和05年） | 2,050            | [ 東武 9 ] |
| 2024年（令和06年） | 2,167            | [ 東武 1 ] |

## 駅周辺
- 太田市役所韮川行政センター
- 群馬県立太田東高等学校
- 太田市立城東中学校
- 太田市立韮川小学校
- 太田市立韮川西小学校
- 東毛流域下水道事務所
- 韮川郵便局
- 太田情報商科専門学校
- 太田医療技術専門学校
- 太田自動車大学校
- アイオー信用金庫 韮川支店
- 桐生信用金庫 韮川支店

## 隣の駅
東武鉄道
 伊勢崎線
野州山辺駅 (TI 16) - 韮川駅 (TI 17) - 太田駅 (TI 18)